# Halternevel
De Halternevel (M27) is een planetaire nevel in het sterrenbeeld Vosje (Vulpecula). Het is de eerste planetaire nevel die ooit waargenomen werd. Zoals de meeste planetaire nevels zendt de Halternevel zijn zichtbaar licht voornamelijk in een enkele spectraallijn uit, namelijk bij 500,7 nm.
De Halternevel, in het Engels Dumbbell nebula, werd in 1764 ontdekt door Charles Messier. Messier beschreef hem als een ovale nevel zonder sterren.
We kijken op de zijkant van M27 aan. Hierdoor zien we dus geen ronde nevel, zoals bij de Ringnevel (M57). Zouden we M27 net zo zien als M57, dan zouden we waarschijnlijk een symmetrische ring zien. Ook een andere planetaire nevel, M76, zien we van de zijkant. Deze wordt - toepasselijk - de kleine Halternevel (Little Dumbbell) genoemd.
Deze planetaire nevel is een van de helderste planetaire nevels. De magnitude bedraagt 7,4. (De helderste, de Helixnevel (NGC 7293 in Waterman), heeft een magnitude 7,3). De objecten zijn relatief groot en daardoor zijn ze beter zichtbaar bij niet te sterke vergroting. Helaas zijn er dan ook minder details zichtbaar. Veel waarnemers zijn het erover eens dat de Halternevel goed te zien is door een goede verrekijker (10×50).
Aangezien de nevel zich uitbreidt met een snelheid van 6,8 boogseconden per eeuw, wordt zijn leeftijd geschat op 3000 tot 4000 jaar. Toch ligt er veel druk op deze leeftijd. Zo berekende Burman dat de nevel met 1,0 boogseconde per eeuw uitdijt, waardoor de leeftijd rond de 48 000 jaar ligt.
Over zijn afstand zijn de wetenschappers het ook niet eens. Hynes houdt het op 800 lichtjaar, Kenneth Glyn Jones denkt 975 en Mallas/Kreimer houdt het liever op 1250 lichtjaar. Alle berekeningen liggen tussen de 490 en 3500 lichtjaar.
De centrale ster van M27 is redelijk helder met een magnitude van 13,5. Je zult deze niet kunnen zien met een kleine tot middelgrote amateurtelescoop, maar een redelijk grote telescoop moet de enorm hete blauwachtige witte dwerg kunnen tonen. K. M. Cudworth van het Yerkes observatorium vond zelfs nog een gele metgezel bij de ster met een magnitude van 17.
Als we uitgaan van een afstand van 1200 lichtjaar, is de nevel 100 keer helderder dan de zon. De ster in het midden van de nevel is drie keer zwakker dan de zon. De metgezel is nog minder helder, want bijna 100 keer zwakker dan de zon.
Als de hemel donker genoeg is, is de Halternevel met een grote verrekijker (7×50 of 10×50) of kleine telescoop goed te zien als een vaag vlekje.